# Uto (Kumamoto)
Uto (Japans: 宇土市, Uto-shi) is een Japanse stad in de prefectuur Kumamoto. In 2014 telde de stad 37.360 inwoners.

## Geschiedenis
Op 1 oktober 1958 kreeg Uto  het statuut van stad (shi). 
Steden:
Amakusa · Arao · Aso · Hitoyoshi · Kami-Amakusa · Kikuchi · Koshi · Kumamoto (hoofdstad) · Minamata · Tamana · Uki · Uto · Yamaga · Yatsushiro

Districten:
Amakusa · Ashikita · Aso · Kamimashiki · Kikuchi · Kuma · Shimomashiki · Tamana · Yatsushiro
Gemeenten per district